# Nyctiphanes capensis
Nyctiphanes capensis is een krillsoort uit de familie van de Euphausiidae. De wetenschappelijke naam van de soort is voor het eerst geldig gepubliceerd in 1911 door Hansen.